# Xara Xtreme
Xara Xtreme (precedentemente Xara Studio, Xara X e da giugno 2010 Xara Photo & Graphic Designer e Xara Designer Pro) è un programma di grafica vettoriale 2D creata dalla software house britannica Xara, acquistata dalla tedesca MAGIX AG nel 2007, operante ora come una società secondaria interamente controllata.

Xara Xtreme è un programma libero (per Linux e macOS) per il disegno vettoriale basato sul formato file proprietario XAR. È un programma alternativo ad Adobe Illustrator, Macromedia FreeHand, Corel Draw e Inkscape. Il porting su altri sistemi operativi viene effettuato usando wxWidgets, il toolkit grafico multipiattaforma per C++.
L'obiettivo del progetto è quello di fornire un potente strumento grafico, che pur usando il formato file proprietario XAR, offra una piena compatibilità con gli standard SVG e CSS. La versione per Windows opera anche in 3D ed è multilingua.

## Piattaforme supportate
Xara Xtreme era originariamente sviluppato per Microsoft Windows e l'attuale versione commerciale gira soltanto sotto Windows. Le versioni superiori alla 4.x possono essere usate con Linux adoperando Wine.
Xara Xtreme per Linux (precedentemente Xara Xtreme LX o Xara LX abbreviato) è la versione open source per Linux.
In alcune distribuzioni (per esempio Debian), i binari eseguibili sono chiamati xaralx.

## Storia
- Il predecessore di Xara Xtreme, ArtWorks, fu sviluppato da Acorn Archimedes con Risc PC, un computer RISC a 32-bit sul quale girava il sistema RISC OS.
- La prima versione sviluppata per Microsoft Windows fu chiamata inizialmente Xara Studio, ma prima della distribuzione su vasta scala per il pubblico fu concesso in licenza a Corel Corporation, e dal 1995 al 2000 fu pubblicato come CorelXARA. Corel restituì i diritti di licenza a Xara nel 2000.
- La prima versione col nome di Xara X fu pubblicata nel 2000 direttamente dal suo proprietario originale.
- Nel 2004, fu pubblicata la nuova versione Xara X¹.
- Xara Xtreme fu pubblicata nel 2005.
- In ottobre 2005 Xara Group Ltd annuncia il progetto di pubblicazione open source di Xara Xtreme sotto la GPL cercando aiuto nella comunità per il porting verso Linux e macOS.
- Nel novembre 2006 fu pubblicata una versione migliorata di Xara Xtreme, Xara Xtreme PRO.
- Nel maggio 2007 furono pubblicate Xara Xtreme 3.2 e Xtreme Pro 3.2. La 3.2 Pro ha iniziato l'inclusione di Xara 3D6, con più marcate caratteristiche tipografiche in entrambe le versioni Xtreme.
- In aprile 2008, fu pubblicata Xara Xtreme 4.0. Le caratteristiche importanti includono la gestione del testo esteso, migliore manipolazione dell'integrazione dei disegni a mano bitmap e l'esportazione in HTML.
- In giugno 2009, furono pubblicate Xara Xtreme e Xara Xtreme Pro 5.1. Le nuove caratteristiche includono ulteriori miglioramenti alle aree di testo, content aware scaling delle immagini bitmap, potenziamento dell'importazione e esportazione in vari formato file, oggetti Master page (ripetuti o clonati), e Object Gallery (sostituendo i livelli Layer Gallery), tool creazione siti web, e gradazioni di trasparenza multi-stage.
- Nel giugno 2010, Xara Photo & Graphic Designer 6 e Xara Designer Pro 6 sono state pubblicate. Xtreme è stata ridenominata Photo & Graphic Designer e Xtreme Pro è stata chiamata Designer Pro.[1]

## Caratteristiche importanti
Xara Xtreme è nota per la sua usabilità e rendering veloce.
 Xara Xtreme è anche noto per essere tra i primi prodotti software di grafica vettoriale che forniscono una visualizzazione completamente col supporto anti-aliasing, gradienti di riempimento avanzati, tool per la trasparenza, funzionalità ora comuni a molti software di grafica vettoriale.
Tra gli editor di grafica vettoriale, Xara Xtreme è considerato abbastanza facile da imparare, con l'interfaccia grafica somigliante a Corel Draw e Inkscape. Sono stati compiuti sforzi per rendere l'applicazione interessante per i web designer con l'aggiunta di strumenti popolari per gli effetti quali ombreggiature, contorni, smussi, e pulsanti di navigazione. Xara Xtreme inoltre fornisce plugin per la manipolazione di disegni e immagini bitmap.
Xara Xtreme permette anche di creare animazioni in Flash (senza suoni, dalla versione 5)... utilizzando quasi tutti i particolari strumenti di disegno di Xara.

## Versioni

### Versioni per Microsoft Windows
| Versione                                                      | Descrizione | Date pubblicazione |
| ------------------------------------------------------------- | --- | ------------------ |
| Xara X                                                        | versione commerciale | 2000               |
| Xara X¹                                                       | versione commerciale | 2004               |
| Xara Xtreme                                                   | versione commerciale con plugin commerciali | 2005               |
| Xara Xtreme XS                                                | una versione light di Xara Xtreme senza plugins e priva dei tool bevel/shadow/outline cioè smussi, ombreggiature, contorni, versione commerciale | 2006               |
| Xara Xtreme PRO                                               | versione commerciale con funzioni avanzate | 2006               |
| Xara Xtreme e Xtreme PRO 3.2                                  | migliorie nei formati stampa (Pro che include Xara 3D6)                                                                                          | Maggio 2007        |
| Xara Xtreme e Xtreme PRO 4.0                                  | | Aprile 2008        |
| Xara Xtreme e Xtreme PRO 5.0                                  | | Giugno 2009        |
| Xara Photo & Graphic Designer 6 e Xara DESIGNER PRO 6         | GUI ridisegnata con tool aggiornati e migliorie                                                                                                  | Giugno 2010        |
| Xara Photo & Graphic Designer 7 e Xara Designer Pro 7         | | Maggio 2011        |
| Xara Photo & Graphic Designer 2013 e Xara Designer Pro X (v8) | | Maggio 2012        |
| Xara Photo & Graphic Designer 9                               | | May 2013           |
| Xara Designer Pro X9                                          | Combina fotografia, grafica, design per web e per carta stampata                                                                                 | Luglio 2013        |

### Versioni per Linux
- Xara Xtreme per Linux (versione open source)— pubblicata nel 2006

## Formati file supportati versione Linux
- importa e esporta JPG, GIF e PNG
- importa e esporta molti tipi di file di ImageMagick tra i quali TIFF, BMP, PICT, XPM e altri.
- esportazione guidata di file Bitmap con anteprime immagini
- prima versione di importazione file SVG (lavoro in corso)
- Lavoro in corso per importazione file di Adobe Illustrator (allo stesso livello della versione Windows di Xtreme)

## Sviluppo versione open source
Xara Xtreme per Linux (o Xara Xtreme Linux Edition) è la versione open source di Xara Xtreme. In precedenza, veniva chiamata Xara Xtreme LX o solo Xara LX; l'abbreviazione LX sta per Linux. Il suffisso "LX" viene mantenuto in alcuni casi (per esempio, gli eseguibili vengono ancora chiamati "xaralx").
La prima versione per Linux è stata pubblicata in ottobre 2005, e Xara Group Ltd annuncia che rilascerà il codice sorgente della versione base sotto la licenza libera GPL,e cercare aiuto nella comunità per il porting della versione base Windows verso Linux e Mac OS X utilizzando il toolkit wxWidgets.
In apertura del Libre Graphics Meeting 2006

a Lione, Francia, Xara pubblica la maggior parte del codice sorgente di Xara Xtreme per Linux in un sito web aggiornato con i dettagli su come accedere ai sorgenti. Secondo la pagina web di Xara Xtreme per Linux, i codici sorgenti resi disponibili contengono "la maggior parte dei sorgenti di Xara Xtreme". Attualmente, le sole parti di Xara Xtreme per Linux che non sono sotto licenza GPL riguardano il motore di rendering grafico CDraw, il quale è disponibile solo sotto forma di librerie statiche per poche selezionate architetture di CPU e solo con il supporto per il compilatore C++ GCC, anche se riferisce che Xara sta lavorando alla predisposizione di quel codice per la pubblicazione.
Xara Group Ltd non aveva intenzione di pubblicare i sorgenti del motore di rendering, e non ha mai detto che lo sarà.

L'amministratore, il CEO di Xara Group Ltd, Charles Moir, conferma il 15 febbraio 2007 sulla mailing list degli sviluppatori Xara perché il codice sorgente di CDraw non sarebbe stato reso pubblico: "per una serie di ragioni, uno dei motivi è per i significativi rischi commerciali descritti in precedenza" dove "in precedenza" fa riferimento alla discussione su detta lista.
Vi è stato qualche (ma ancora incompleto) progresso verso il porting dell'applicazione per utilizzare Cairo come backend, per risolvere i problemi della non-portabilità e l'incompatibilità evidente della licenza GPL coi binari solo statici verso la libreria CDraw. Tuttavia questo potrebbe far perdere i benefici portati dal motore CDraw, e i programmatori non hanno finora nemmeno accolto l'opportunità di sviluppare ciò che è open source, cioè lo stesso programma principale.
Xara ha inoltre concesso l'accesso in scrittura per i propri repository di subversion per alcuni sviluppatori esterni. Il sito web contiene le versioni stabili e non (nightly builds) per Linux.
La serie 0.3 beta per la prima volta permette di utilizzare il nuovo formato file *.xar per la versione open source. Le precedenti versioni supportavano soltanto l'apertura e la modifica dei file demo incorporati. La versione 0.5 è stata la prima ad avere anche la funzione di salvare. La versione beta corrente è la 0.7.
Una versione per macOS non è ancora adatta per il lavoro, ma è in sviluppo, e vi è un apposito invito per gli sviluppatori sul sito web del progetto open source.
L'evoluzione della versione Linux è ferma ed il sito web del programma non è più stato aggiornato da agosto 2006. Non sono stati aggiunti commits (modifiche) sul repository SVN dei sorgenti nello stesso periodo.

## Inkscape
Dopo l'annuncio di Xara, in ottobre 2005, della parziale liberazione dei sorgenti del proprio software di disegno vettoriale Xara Xtreme, con il loro rilascio sotto licenza GPL, è nata una volontà di lavoro in collaborazione con il team di sviluppo di Inkscape. Entrambi i software intendono condividere il loro codice e coordinare i loro sforzi al fine di raggiungere il livello di sviluppo dei software di disegno vettoriale commerciali.
Per diversi motivi il progetto si è fermato: Xara aveva aperto i sorgenti del programma ma non quelli del motore di rendering CDraw che, anche se compone una piccola parte del programma, costituisce una componente fondamentale.